# Championnat de France des rallyes Terre 2012
Navigation
Édition précédente Édition suivante
Cette année, le championnat de France des rallyes accueille deux nouvelles manches, le Rallye Terre Ouest Provence, en ouverture de saison, et le Rallye Terre de Lozère, le premier week-end de septembre. On note aussi la disparition du Rallye Terre de Langres qui se disputait fin juillet. 

## Réglementation du championnat
Voici quelques points principaux de la réglementation :
- Barème des points :

Les points sont attribués au scratch et à la classe selon le système suivant :
| Place   | 1er | 2e | 3e | 4e | 5e | 6e | 7e | 8e |
| ------- | --- | -- | -- | -- | -- | -- | -- | -- |
| Général | 10  | 8  | 6  | 5  | 4  | 3  | 2  | 1  |
| Classe  | 10  | 8  | 6  | 5  | 4  | 3  | 2  | 1  |

Seuls les six meilleurs résultats sont retenus.
- Véhicules admis :

Autos conformes à la réglementation technique en cours des groupes A/FA (y compris les WRC, S2000 et S1600), R, Z, N/FN et F/F2000. Les WRC 1600 Turbo sont intégrés dans la classe A8W qui réunira alors toutes les générations de WRC.

## Rallyes de la saison 2012
| Manche | Dates                  | Rallye                       | Vainqueur        | Copilote               | Voiture                     |
| ------ | ---------------------- | ---------------------------- | ---------------- | ---------------------- | --------------------------- |
| 1      | 2 mars-4 mars          | Rallye Terre Ouest Provence  | Germain Bonnefis | Olivier Fournier       | Peugeot 207 S2000           |
| 2      | 30 mars-1er avril      | Rallye Terre des Causses     | Paul Chieusse    | Didier Meffre          | Peugeot 307 WRC             |
| 3      | 20 avril-22 avril      | Rallye Terre de l'Auxerrois  | Germain Bonnefis | Olivier Fournier       | Peugeot 207 S2000           |
| 4      | 25 mai-27 mai          | Rallye Terre Catalunya       | Noël Tron        | Jacques-Julien Renucci | Mitsubishi Lancer Evo 10 N4 |
| 5      | 31 août-1er septembre  | Rallye Terre de Lozère       | Germain Bonnefis | Olivier Fournier       | Peugeot 207 S2000           |
| 6      | 12 octobre-14 octobre  | Rallye Terre des Cardabelles | Germain Bonnefis | Olivier Fournier       | Peugeot 207 S2000           |
| 7      | 9 novembre-11 novembre | Rallye Terre de Vaucluse     | Stéphane Chambon | Antoine Paque          | Subaru Impreza              |

## Principaux engagés
| Ecurie               | Voiture                     | Pilote             | Manches |
| -------------------- | --------------------------- | ------------------ | ------- |
|                      | Citroën C4 WRC              | Cédric Hennion     | 1-6     |
|                      | Mitsubishi Lancer Evo 10 N4 | Noël Tron          | 1-5,7   |
| Peugeot Sport France | Peugeot 207 S2000           | Germain Bonnefis   | Toutes  |
|                      | Peugeot 207 S2000           | Philippe Cracco    | 1-3,5   |
|                      | Peugeot 207 S2000           | Emmanuel Gascou    | 2,6     |
|                      | Peugeot 307 WRC             | Paul Chieusse      | Toutes  |
|                      | Peugeot 206 WRC             | François Lethier   | 2,5-7   |
|                      | Subaru Impreza S5 WRC       | Geert Beauprez     | 1-2     |
|                      | Subaru Impreza S5 WRC       | Michel Bonfils     | 1-3     |
|                      | Subaru Impreza S4 WRC       | Hugues Lapouille   | 3,5-6   |
|                      | Subaru Impreza WRC          | Dominique Bruyneel | 5-6     |
|                      | Subaru Impreza 555          | Alain Deveza       | 1-5,7   |

## Classement du championnat
| Place | Pilote           | Voiture                     | 1   | 2   | 3   | 4   | 5   | 6   | 7   | Points |
| ----- | ---------------- | --------------------------- | --- | --- | --- | --- | --- | --- | --- | ------ |
| 1er   | Germain Bonnefis | Peugeot 207 S2000           | 1er | 2e  | 1er | RET | 1er | 1er | 3e  | 116    |
| 2e    | Paul Chieusse    | Peugeot 307 WRC             | 3e  | 1er | 7e  | 2e  | 2e  | 3e  | 2e  | 108    |
| 3e    | Noël Tron        | Mitsubishi Lancer Evo 10 N4 | RET | 3e  | 2e  | 1er | 3e  |     | 5e  | 86     |
| 4e    | David Julia      | Peugeot 206 S16 F2/14       | 10e | 29e | 12e | 17e | 25e | 22e | 12e | 65     |
| 5e    | Alain Deveza     | Subaru Impreza 555          | 2e  | RET | 6e  | RET | 7e  |     | 7e  | 57     |
| 6e    | Julien Ripert    | Citroën C2 R2 Max           | 14e | 58e | 69e | 21e | 47e | 59e | 28e | 56     |
| 7e    | Jérôme Jacquot   | Citroën DS3 R3              | 6e  | 13e | 87e |     | 21e | 10e | RET | 48     |
| 8e    | Cédric Hennion   | Citroën C4 WRC              | 5e  | 4e  | 8e  | RET | 11e | RET |     | 46     |
| 9e    | Hervé Gaidoz     | Subaru Impreza STI          | RET | 30e | 26e | 11e |     | 26e | 9e  | 45     |
| 10e   | Damien Michea    | Citroën Saxo T4             | RET |     | 21e | 10e | 29e | RET | 13e | 42     |

### Autres championnats/coupes sur terre
- Championnat de France des Rallyes-Copilotes :
  - 1er
  - 2e
  - 3e

- Volant Peugeot 207 : 
  - 1er
  - 2e 
  - 3e